# Finucane Island
Finucane Island är en ö i Australien. Den ligger i delstaten Western Australia, omkring 1 300 kilometer norr om delstatshuvudstaden Perth.
Omgivningarna runt Finucane Island är i huvudsak ett öppet busklandskap. Trakten runt Finucane Island är nära nog obefolkad, med mindre än två invånare per kvadratkilometer. Stäppklimat råder i trakten. Genomsnittlig årsnederbörd är 585 millimeter. Den regnigaste månaden är januari, med i genomsnitt 227 mm nederbörd, och den torraste är september, med 1 mm nederbörd.